# 15374 Teta
15374 Teta este o planetă minoră (asteroid) din centura de asteroizi. A fost descoperită pe 16 ianuarie 1997 la Observatorul Kleť de Miloš Tichý⁠(d) și a fost numită după Teta⁠(d). 
Obiectul prezintă o orbită caracterizată de o semiaxă mare de 1,9931008 UAi, o excentricitate de 0,16, o înclinație de 32,40182 ° în raport cu ecliptica.